# Е-1 № 2
Е-1 № 2 — советская межпланетная станция для изучения Луны и космического пространства. Запущена 11 октября 1958 года с космодрома Байконур ракетой-носителем Луна. Основной целью было достижение станцией поверхности Луны, однако она не была достигнута. Через 104 секунды после старта возник продольный резонанс внутри ракеты-носителя. Это привело к её разрушению и аварии ракеты-носителя. Эта неудача стала второй подряд при попытке запустить первый аппарат к Луне. Удачной оказалась только четвёртая попытка 2 января 1959 года с аппаратом «Луна-1Д» или «Мечта».
Кроме достижения Луны ставилась задача выпустить 1 кг натрия для создания облака газа, динамику которого можно было наблюдать с Земли.